# Miron Nicolescu
Miron Nicolescu (Giurgiu, 27 de agosto de 1903 — 30 de junho de 1975) foi um matemático romeno.
Nascido em Giurgiu, frequentou o ensino médio na Matei Basarab em Bucareste. Após completar o curso de graduação na Faculdade de Matemática da Universidade de Bucareste em 1924, foi para Paris, onde matriculou-se na Escola Normal Superior de Paris e na Sorbonne. Doutourou-se em 1928 coma tese Fonctions complexes dans le plan et dans l'espace, orientado por Paul Montel. Após retornar à Romênia lecionou na Universidade de Chernivtsi até 1940, quando foi nomeado professor da Universidade de Bucareste.
Em 1936 foi eleito membro associado da Academia Romena, e em 1953 membro efetivo. Em 1963 tornou-se diretor do Instituto de Matemática da Academia Romena. De 1966 até falecer foi presidente da Academia Romena.
No Congresso Internacional de Matemáticos de 1974 em Vancouver, Canadá, foi eleito vice-presidente da União Internacional de Matemática.
Mediante colaboração com Solomon Marcus Nicolescu tem número de Erdős 2.